# أوليفر ساكس
أوليفر ساكس (بالإنجليزية: Oliver Sacks)‏، حائز على رتبة القائد في رتب الإمبراطورية البريطانية (CBE)، وعضو في جمعية الكلية الملكية للأطباء في بريطانيا، (9 من يوليو 1933 – 30 من أغسطس 2015). أوليفر ساكس طبيب أعصاب بريطاني، مولع بالطبيعة، وكاتب، قضى حياته المهنية في الولايات المتحدة. كان يؤمن بأن العقل هو «أكثر شيء مدهش في العالم» وبالتالي فدراسته مهمة. عرف بكتابة سلاسل تواريخ الحالات المرضية الأكثر مبيعا، والتي كان يتناول فيها اضطرابات بعض مرضاه، والتي كانت مصدر إلهام بعض المسرحيات والأفلام.
بعد أن استلم أوليفر ساكس وثيقة تخرجه من كلية الطب في كلية الملكة، أوكسفورد (، في العام 1960، أصبح طبيب امتياز في مشفى ميديلسيكس (University College, London) قبل أن ينتقل إلى الولايات المتحدة. بعد ذلك أصبح طبيبا متمرنا في مشفى مونت زيون في سان فرانسيسكو، وأنهى فترة التخصص في علم الأعصاب وعلم الأمراض العصبية في جامعة كاليفورنيا بلوس أنجيليس. انتقل بعدها إلى نيويورك عام 1965، حيث عمل للمرة الأولى في زمالة مكفولة التكاليف، في علم الكيمياء العصبية، وعلم الأمراض العصبية، في كلية ألبرت آينشتاين للطب. بعد أن اتضح له ولمشرفيه لاحقا أن وظيفة الباحث في علم الأعصاب التي كان يرى مستقبله فيها غير مناسبة له، في سبتمبر من عام 1966، بدأ أوليفر ساكس بتوفير الرعاية الصحية كطبيب أعصاب في عيادة لأمراض الصداع في برونكس. وفي أوكتوبر من عام 1966، بدأ بتقديم خدماته كطبيب أعصاب في وحدة الإقامة الطويلة في مشفى بيث أبراهام (now Beth Abraham Health Services, a member of CenterLight Health System) في برونكس. في مشفى بيث أبراهام، عمل ساكس مع مجموعة من الناجين من وباء مرض النعاس في عام 1920، ما سمي لاحقا بالتهاب الدماغ النوامي، والذين فقدوا القدرة على الحركة لعقود. كان هؤلاء المرضى وعلاجهم المادة الأساس التي كتب منها كتابه «اليقظة». كما أصبح أوليفر ساكس في عام 1966 استشاري الأعصاب لعدد من دور النقاهة المُدارة من قبل «ليتل سيسترز أوف ذا بور» في مدينة نويوورك، وكان استشاري أعصاب في مركز برونكس للأمراض النفسية من عام 1966-1991.
ألَّف ساكس عددا من الكتب الأكثر مبيعا، والتي كانت في غالبها مجموعات من دراسات فردية عن أناس مصابين بأمراض عصبية. تمت تغطية كتاباته في عدد من وسائل الإعلام المختلفة، أسمته نيويورك تايمز «شاعر الطب المعاصر»، و«أحد أفضل الكتاب الإكلينيكيين في القرن العشرين». تحوي كتبه تفاصيل غنية عن خبراته مع المرضى، وكيف تعاملوا مع حالاتهم، كما يلقي الضوء على كيفية تعامل العقل الطبيعي مع الإدراك والذاكرة والتفرد.
اليقظة (1973)، هي سيرة ذاتية عن جهوده المبذولة لمساعدة المصابين بالتهاب الدماغ النوامي في استعادة وظائفهم العصبية الطبيعية، وقد استخدم الكتاب في الفلم المرشح لجائزة الأوسكار في عام 1990، ببطولة روبن ويليامز وروبرت دي نيرو. كما كان ساكس وكتابه «نزعة إلى الموسيقى: حكايات الموسيقى والدماغ» موضوع الحلقة «العقول الموسيقية» من المسلسل نوفا في PBS. في عام 2008، حاز ساكس على رتبة القائد في رتب الإمبراطورية البريطانية كشكر على خدماته التي قدمها في سبيل الأدب، وكان ذلك خلال " Queen's Birthday Honours".

## النشأة
ولد ساكس في كركلوود، لندن، في إنكلترا. كان ساكس هو الأصغر بين أشقائه الأربعة لأبوين يهوديين: صموئيل ساكس، ومورييل إيلسي لاندا، والده صموئيل ساكس كان طبيباً ليتوانيا (توفي في يونيو 1990)، أما أمه مورييل إيلسي لانداو فقد كانت إحدى أوائل الجراحين الإناث في إنجلترا (توفيت عام 1972). كانت عائلة ساكس عائلة كبيرة، شملت الكاتب والمخرج جوناثان لين، وأبناء العمومة أبا إبان رجل الدولة الإسرائيلي، وروبرت أومان الحائز على جائزة نوبل.
في السادسة من العمر تم إجلاؤه هو وشقيقه مايكل من لندن أثناء الغارة، ثم ألحق بمدرسة داخلية في ميدلاندز حيث بقي حتى عام 1943. في تلك الفترة، ودون علم والديهما، كان ساكس وأخاه مايكل «يقتاتان على حصص هزيلة من اللفت والشمندر، ويعانيان من عقوبات قاسية على يد مدير سادي». كتب هذا بالتفصيل في سيرته الذاتية الأولى: Uncle Tungsten: Memories of a Chemical Boyhood. في مرحلة لاحقة درس ساكس في مدرسة القسيس بول في لندن. كان ساكس كيميائيا هاو في شبابه، كما ذكر في Uncle Tungsten وقد شارك والداه حب علم الطب، والتحق بكلية الملكة، في جامعة أوكسفورد عام 1951، حيث نال الجزء الأول من درجة البكالوريوس في علم وظائف الأعضاء (الفيسيولوجيا) وعلم الأحياء (البيولوجيا) عام 1956.
قرر ساكس أن يبقى في الجامعة عاما إضافيا حتى يباشر بحثا علميا، على الرغم من أن ذلك لم يكن مطلوبا، وكان هذا بعد أن درس مقررا دراسيا مع هوف مكدونالدز سنكلير. ذكر ساكس «كنت مفتونا بسلسلة من المحاضرات الباهرة حول تاريخ الطب» والتغذية التي كان يقدمها سنكلير. أضاف ساكس «وفي محاضرات سنكلير، كان تاريخ علم الوظائف، وأفكار وشخصيات علماء الوظائف ذاتهم هي ما عاد إلى قيد الحياة.» بعد ذلك أصبح ساكس مشاركا في معمل الجامعة للتغذية البشرية تحت إدارة سنكلير. ركز ساكس جهوده في البحث حول زنجبيل جامايكا، عقار سام وشائع التعاطي، عرف بتسببه لتلف في الأعصاب لا يمكن عكسه. وبعد أن أفنى شهورا في البحث، خاب أمل ساكس بسبب قلة المساعدة والتوجيه التي يتلقاها من سنكلير. كتب ساكس تقريرا لبيان ما توصل إليه في بحثه ولكنه توقف عن البحث في هذا الموضوع. بسبب ذلك أصيب ساكس بالاكتئاب: «شعرت بنفسي أغوص في حالة من السكون أو اليأس الغاضب.» عندما رأى مرشده في الجامعة ووالداه حالته النفسية السيئة اقترحوا عليه أن يحرر نفسه من الدراسات الأكاديمية لفترة. بعدها اقترح والداه أن يقضي صيف 1955 في كبوتز إين هاشوفيت في إسرائيل، حيث اعتقدا أن الجهد البدني سيساعد حالته النفسية.
وصف ساكس تجربته في الكيبوتز (مزرعة جماعية يهودية) بأنها «دواء لأشهر الوحدة المعذبة في معمل سنكلير». ذكر أنه فقد 60 رطلا (27 كيلوجراما) من جسده السمين سابقا. قضى ساكس وقته في السفر، والغوص في البحر الأحمر عند ميناء إيلات (مدينة ساحلية من مدن إسرائيل)، وبدأ في التفكير مجددا في مستقبله: «تساءلت مجددا، كما تساءلت عندما دخلت أكسفورد أول مرة، إن كنت فعلا أريد أن أصبح طبيبا. لقد كنت مهتما جدا بفسيولوجية الجهاز العصبي، ولكني أحببت البيولوجيا البحرية كذلك من قبل.. لكني شُفيت الآن، وقد حان وقت العودة إلى الطب، لأبدأ العمل الإكلينيكي، ورؤية المرضى في لندن.»

## كلية الطب
«دراستي لعلم الأحياء وعلم الوظائف/الفيسيولوجيا في أوكسفورد لم تساعد في إعدادي ولو قليلا لمواجهة الطب الحقيقي. مقابلة المرضى، والاستماع إليهم، ومحاولة فهم (أو على أقل تقدير، تخيل) تجاربهم ومآزقهم، والاهتمام بهم، وتحمل المسؤولية لأجلهم، كان هذا كله جديدا علي.. لم يكن مجرد بحث عن التشخيص وإيجاد العلاج الصحيح، كانت تَعرُضُ علي أسئلة أكثر خطورة من ذلك، أسئلة عن جودة الحياة، وما إذا كانت الحياة تستحق العيش في بعض الحالات.» أوليفر ساكس.
بدأ ساكس كلية الطب عام 1956، وفي العامين والنصف التالية درس مقررات مختلفة من ضمنها الطب، والجراحة، وجراحة العظام، وطب الأطفال، وعلم الأعصاب، والطب النفسي، وعلم الأمراض الجلدية، وعلم الأمراض المعدية، وطب التوليد وغيرها من مجالات الطب. خلال سنوات دراسته، ساعد ساكس في التوليد المنزلي لعدد من الأجنة. حصل ساكس على درجة الماجستير الأكاديمية من أوكسفورد (تختلف عن الماستر الشائعة، انظر MA)، ودرجة البكالوريوس عام 1958. أتم عام الامتياز في ديسمبر من نفس العام، حيث بدأ في الشهر الذي تلاه مباشرة في العمل في مشفى ميدلسيكس. «تدرب أخي الأكبر ماركس في ميديلسيكس،» قال ساكس، «وهآنذا أتبع خطاه.»
قبل أن يبدأ ساكس فترة الامتياز، ذكر أنه أراد أن يتعرض لتجربة حقيقة في المشفى حتى يصبح أكثر ثقة، وباشر عملا في مشفى في سانت ألبانز حيث كانت تعمل والدته كطبيبة طوارئ في الحرب. بعد ذلك أتم 6 أشهر كطبيب امتياز في مشفى ميدلسكس، في الوحدة الطبية، وأتم بعدها 6 أشهر أخرى في وحدة الأعصاب. أنهى ساكس عام الامتياز في يونيو من عام 1960 لكنه كان غير واثق من مستقبله.
ترك ساكس إنكلترا وسافر إلى مونتريال في كندا في 9 من يوليو، يوم ميلاده السابع والعشرون. زار حينها مؤسسة مونتريل للعلوم العصبية، والقوات الجوية الكندية، مخبرا إياهم برغبته في أن يصبح طيارا. بعد بضع مقابلات، وفحص خلفيته العلمية، تم إخباره بأنه سيكون أفضل في مجال البحث الطبي. قال له د تايلر، رئيس الضباط الصحيون: «أنت موهوب بشكل واضح، ونتمنى أن تنضم إلينا، ولكني لست متأكدا من دوافعك.» قيل لساكس أن يسافر لعدة أشهر ويعيد التفكير. أمضى الأشهر الثلاث التي تلت ذلك في السفر في أنحاء كندا، وجبالها، والتي وصفها في مذكراته الشخصية التي نشرت لاحقا بعنوان كندا: توقف، عام 1960.

## مؤلفاته
الصداع النصفي (1970).
اليقظة (1973).
أريد ساقاً أقف عليها (1984).
الرجل الذي حسب زوجته قبعة (1985).
رؤية الأصوات: رحلة إلى عالم الصم (1989).
أنثربولوجي على سطح المريخ (1995).
عمى الألوان (1997).
العم تنغستن: ذكريات صباه الكيميائية (2001).
مجلة أواكساكا (2002).
نزعة إلى الموسيقى: حكايات الموسيقى والدماغ (2007).
عين العقل (2010).
الهلوسة (2012).
على الطريق (2015).

## حياته الشخصية
لم يتزوج ساكس أبداً وعاش وحيداً معظمَ حياته. وقد رفض أن يطلع الآخرين، حتى فترة من متأخرة من حياته، على شيء من تفاصيل حياته الشخصية. وقد تناول ميوله الجنسية المثلية، لأول مرة، في سيرته الذاتية (2015م): «على الطريق: حياة». لقد انغمس خلال فترة مبكرة من حياته المهنية في: «نوبات صاعقة من تجربة عقاقيرية، أثناء خضوعه لنظام قاس من بناء الجسم مع فريق» ماسيل بيتش«(وذلك في وقت حمل فيه رقماً قياسياً في كاليفورنيا، وذلك بعد أن أنجز جلوس القرفصاء وهو يحمل على أكتافه 600 رطل) وقد قطع ما مجموعه 100 ألف ميل على دراجته النارية. لكنه في أحد الأيام تخلى عن كل ذلك، العقاقير، والجنس، والدراجات النارية، وكمال الأجسام».
وفي عام 2008م، بعد أن مر عليه منذ بلوغه الأربعين 35 سنة وهو أعزب، بدأ صداقة مع الكاتب والمساهم في جريدة النيويورك تايمز بيل هايس، تطورت إلى شراكة التزام طويلة في منزل مشترك. وقد لاحظ في مقابلة معه عام 2001م أن خجلا مستحكماً ، وصفه هو بأنه: «مرض»، قد كان إعاقة دائمة لتفاعلاته الشخصية.
وقد سبح ساكس كل يوم تقريباً طوال حياته، ابتداءً من الوقت الذي بدأ فيه أبوه بطل السباحة بتعليم أوليفر السباحة في عمر الستة أشهر. وقد أصبح هو شخصياً مشهوراً بالسباحة عندما عاش في قسم ستي لاند من برونكس، بما أنه كان يسبح بصورة منتظمة حول الجزيرة بكاملها. وقد تناول عمله ومشاكله الصحية الشخصية في وثائقي بي بي سي «تخيل» الذي بث في شهر يونيو حزيران 2011 . وفي كتابه «أريد ساقاً أقف عليها» كتب عن حادثة كادت تودي به حصلت له في عمر الحادية والأربعون عام 1974م، بعد سنة من نشر «اليقظات»، وذلك حينما سقط من منحدر صخري وجرحت ساقه اليسرى جرحاً بالغا بينما كان يتسلق الجبال وحيداً على هاردانجيرفجورد في النرويج.
لقد اشتبك ساكس في حرب دائمة مع عَمَهِ تعرٌّفِ الوجوه، الذي يعرف شعبياً بـ«عمى الوجه»، والذي ناقشه مطوَّلاً في مقال في مجلة نيويوركر عام 2010م. وقد كان لدى أخيه الأكبر ماركس الحالة نفسها.

## وفاته
توفي سنة 2015

## روابط خارجية
- أوليفر ساكس على موقع IMDb (الإنجليزية)
- أوليفر ساكس على موقع الموسوعة البريطانية (الإنجليزية)
- أوليفر ساكس على موقع مونزينجر (الألمانية)
- أوليفر ساكس على موقع ألو سيني (الفرنسية)
- أوليفر ساكس على موقع ميوزك برينز (الإنجليزية)
- أوليفر ساكس على موقع أول موفي (الإنجليزية)
- أوليفر ساكس على موقع قاعدة بيانات الأفلام السويدية (السويدية)
- أوليفر ساكس على موقع إن إن دي بي (الإنجليزية)
- أوليفر ساكس على موقع أول ميوزيك (الإنجليزية)
- أوليفر ساكس على موقع قاعدة بيانات الفيلم (الإنجليزية)